# 葉剣英
葉剣英（よう けんえい、簡体字：叶剑英、繁体字：葉劍英、英語：Ye Jianying、イェ・ジェンイン、1897年4月28日 – 1986年10月22日、元の名は宜偉、字は滄白）は、中華人民共和国の政治家、軍人。
中国人民解放軍の創立者の1人で、中華人民共和国元帥を務めた他、国防部長、全国人民代表大会常務委員長、党中央軍事委員会副主席兼秘書長、党中央委員会副主席などの要職を歴任した。また、1975年1月から1983年6月の間は全国人民代表大会常務委員会が国家元首の権能を果たしていたので、全国人民代表大会常務委員会常務委員長として在任中は彼が中華人民共和国の国家元首格であった。
なお、八大元老と同格の長老だが、八大元老のメンバーには数えられていない。

## 生涯
1897年4月28日、広東省梅県雁洋堡下虎形村にて、客家の豪商の家庭に誕生する。父は葉鉆祥で母は陳秀雲である。1917年、雲南陸軍講武学校に入学し、朱徳の影響を受ける。1920年1月に卒業した後は黄埔軍官学校で教官生活を送り、ここで周恩来と出会う。1927年7月に中国共産党に入党した。同年8月の南昌起義に参加し、敗北すると香港に逃亡した。その後はモスクワ中山大学で軍事科学を学んだ。
1932年、中国に戻って中華ソビエト共和国に参加し、演劇学校の校長などを務めた。張国涛の指揮下で第四軍の参謀長となり、長征においては、劉伯承を補佐し長江の渡河を指揮し、1935年に毛沢東と張国涛とが対立した際には毛沢東を支持した。1936年以降は西安・南京・そして最終的に重慶における国民党との連絡将校として周恩来と共に活躍した。

### 日中戦争
1937年7月に日中戦争が勃発した。同年8月に蔣介石が南京で国防会議を召集し、葉剣英は周恩来・朱徳と共に参加する。紅軍が国民革命軍第八路軍に改編されると、葉剣英は国民政府から国民革命軍中将の階級を授与され、八路軍参謀長に任命された。10月に八路軍駐南京代表となり、1937年12月から1941年1月にかけて中共中央長江局委員、南方局常務委員となる。1939年2月に国民党南岳遊撃幹部訓練班を創設し、その副教育長に任ぜられて遊撃戦術を教育した。1940年3月に重慶で召集された全国参謀長会議に出席した際に「作戦と摩擦問題」と称する大演説を行い、「舌戦群儒」と称された。
1941年2月に延安に戻り、党中央革命軍事委員会（後の党中央軍事委員会）参謀長兼第18集団軍参謀長に任命された。11月に中央教育委員会委員、軍事学院副院長を兼任し、1945年4月の第7回党大会で中央委員に選出された。

### 国共内戦
対日戦勝後は国民党との交渉に参加した。同年12月に周恩来が率いる代表団に加わり、重慶で停戦交渉を行って政治協商会議に出席した。1946年1月に北平（北京）に移って軍事調処執行部中共代表となり、国民党やアメリカ代表と停戦協議を行った。そして1947年2月に延安に戻る。翌3月に晋西北に移り、中共中央後方委員会書記に任命された。7月から9月にかけて開催された全国土地会議に出席して軍事問題を報告した。12月に米脂県で召集された会議に出席して土地問題を討論した。1948年5月に華北軍政大学校長兼政治委員に任命された。

### 建国後

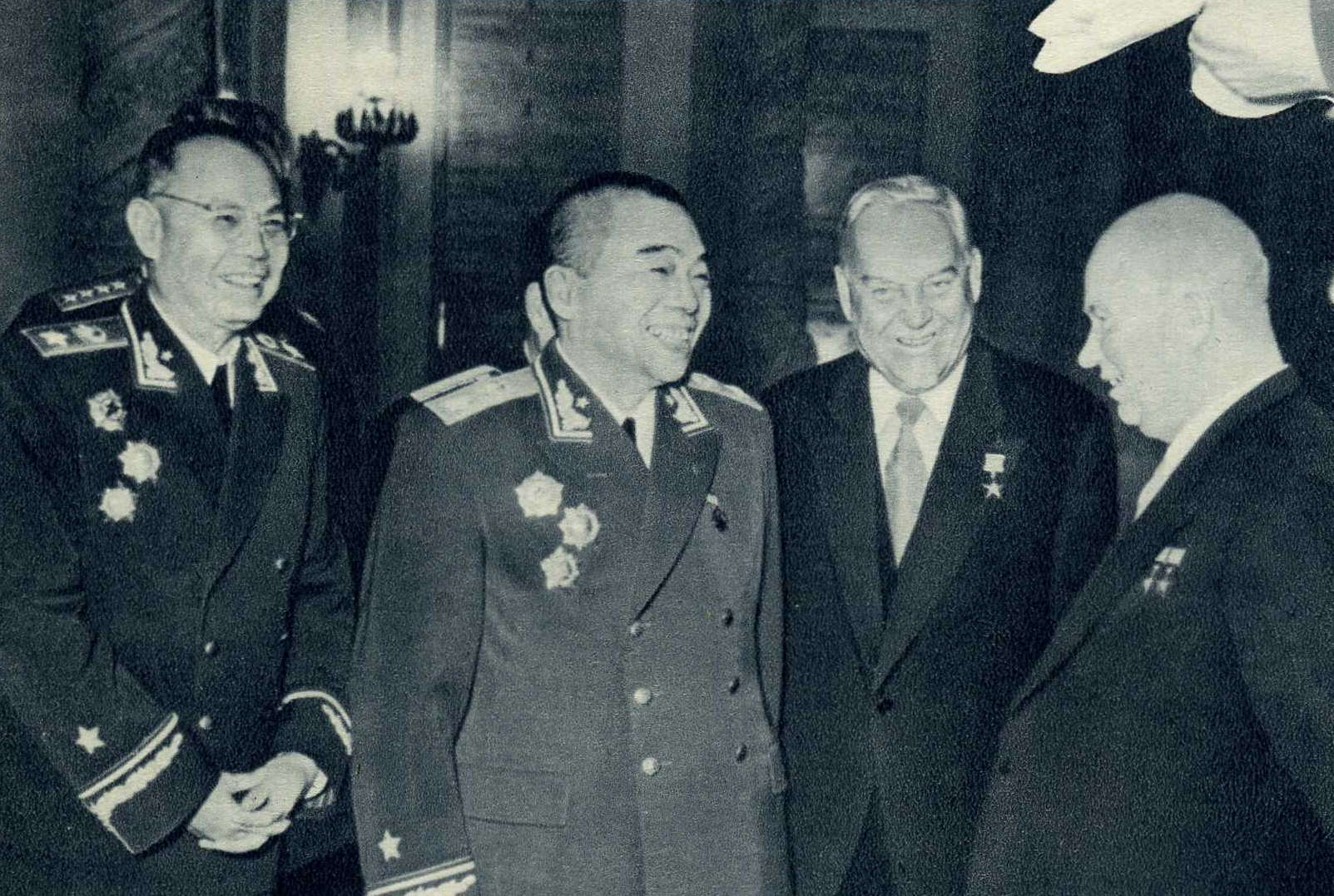
左より葉剣英、彭徳懐、ブルガーニン、フルシチョフ（1958年）

1949年10月（中華人民共和国の建国後）初めに陳賡と共に広東戦役を指揮し、14日に広州を解放した。その後広東省党委員会書記、広東省人民政府主席兼広州市長、中南軍政委員会副主席、華南軍区司令員、中南軍区司令員代行、中共中央中南局書記代理などを務め、華南地域における勢力を確立する。1950年2月に海南島戦役の計画を立案し、5月1日に海南島を解放した。その後ベトナムのグエンソンと親交を深めた。第一次インドシナ戦争では、ベトナムを支援した。
1954年6月に北京に戻り、中央人民政府人民革命軍事委員会副主席となる。同年9月に中華人民共和国憲法の制定により政府機構が再編されると、葉剣英は中華人民共和国国防委員会副主席に就任した。中国人民解放軍武装力量監察部部長などを歴任した。1955年4月に訓練総監部部長代理となり、全軍の軍事訓練を主管した。同年9月に中華人民共和国元帥の階級を授与される。序列は十大元帥のうち10位。11月に遼東半島方面軍の対上陸演習を統裁した。1956年9月に第8回党大会において中央委員に再選される。12月に中国の軍事代表団を率いてビルマ・ソ連・インド・ポーランドを訪問した。
1958年3月に軍事科学院創設の命を受けて同院院長兼政治委員に任命される。同年に高等軍事学院院長を兼任した。1959年9月に党中央軍事委員会常務委員、1960年に中央軍事委員会軍事訓練・軍事学術研究委員会主任となり、1963年12月に郭興福教学法を全軍に広めて毛沢東と中央軍事委員会から賞賛された。1965年に第4期全国政治協商会議副主席、1966年1月に中央軍事委員会副主席、5月に党中央書記処書記・中央軍事委員会秘書長となる。8月に第8期第11回中央委員会全体会議において、党中央政治局委員に当選した。

### 文化大革命
文化大革命の時期に一時迫害を被るが、党中央軍事委員会副主席兼秘書長の職を維持した。1971年9月に林彪が失脚すると、国防部長の役割を実質的に代行するようになり、中国人民解放軍における最重要人物の1人となる。1973年8月の10全大会において政治局委員・政治局常務委員・党副主席の1人に選出され、党内序列第5位に昇格した。1975年1月の第4期全国人民代表大会第1回会議において、不在であった国防部長に任命された。1976年9月に毛沢東が死去した時には、軍長老派で唯一政治局常務委員を務め、党副主席の要職にあった。党第一副主席で毛沢東の後継者とされていた華国鋒を支援して、李先念・汪東興などと共に江青ら四人組追放を実質的に指導し、文化大革命の終焉に大きな役割を果たした。

### 文化大革命後
1977年8月の文化大革命終了後は李先念・陳雲・王震らと共に鄧小平の復活に尽力した。1978年12月の華国鋒失脚後も胡耀邦政権下で党副主席、政治局常務委員として留任した。1978年3月から1983年6月までは全国人民代表大会常務委員会委員長として、中華人民共和国の国家元首格の地位にあった。
全国人民代表大会常務委員長を退任した直後の1983年6月20日に新設された中華人民共和国中央軍事委員会副主席に選出され、党と国家の軍事委員会副主席を兼任して軍に影響力を発揮した。1985年9月の第12期4中全会において、病気を理由に党中央委員・中央政治局委員・同常務委員から引退したが、引き続き中央軍事委員会副主席職には留まった。1986年10月22日に北京で死去した。89歳であった。
ちなみに毛沢東は葉剣英について、以下の対聯を贈っている。
諸葛一生唯謹慎
呂端大事不糊塗

## 年譜
- 1897年4月28日 広東省梅県雁洋堡下虎形村に誕生する。
- 1926年7月 国民革命軍第一師団長、後に第四軍参謀長に任ぜられる。
- 1941年2月 中央革命軍事委員会参謀長。
- 1955年9月 朱徳・彭徳懐らと共に中華人民共和国元帥に列せられる。いわゆる“十大元帥”。
- 1966年1月 中国共産党中央政治局委員。中国共産党中央軍事委員会副主席（1985年9月まで）。
- 1973年8月 - 1982年9月 中国共産党中央委員会副主席。
- 1978年3月 - 1983年6月 全国人民代表大会常務委員会委員長（この時期、国家主席制度が廃されていたため、中華人民共和国の元首）。
- 1982年9月 - 1985年9月 中国共産党中央政治局常務委員。
- 1983年6月 - 1985年9月 中華人民共和国中央軍事委員会副主席。
- 1986年10月22日 北京にて死去。

## 家族と私生活
葉剣英は多くの女性遍歴を持っていた事で知られている。若くして郷里で見合い結婚をしたが、子供はいなかった。1924年初頭、広州にいる間に医療従事者だった馮華と結婚した。同年11月に長男・葉選平が誕生し、続いて長女・葉楚梅が誕生した。1927年、広州にいる間に曽憲植と結婚、1938年に次男・葉選寧が誕生。1937年には延安で長征女性幹部の危拱之と結婚したが、二人の間に子供はいなかった。1940年、重慶にいる間に呉博と結婚。1948年末、北京良郷にいる時、華北軍政大学の学生だった李剛と結婚し、息子・葉選廉、娘・葉文珊を儲けたが、1955年に二人は離婚した。
1955年より後は、葉は正式に婚姻していなかった。周囲には3人の女性がいて身辺の世話をしていた。彼女達の名前は明らかになっておらず、葉との間に子供がいたかどうかも分かっていない。羅瑞卿の子である羅宇の回顧録によると、1956年、北戴河にいる時に、葉が看護師の女性と関係を持ったために、葉の別の女が全裸で海に身を投げて自殺を図った。警衛所によって阻止されたが、北戴河では大騒ぎになったという。妻は美女が多かったので、葉は巷で“花帥”と呼ばれた。さらに葉剣英が広東省に築いた強力な地盤は長男の葉選平（広東省長や全国政治協商会議副主席などを歴任した）が引き継いでいる。また、長女の葉楚梅は国務院副総理や国務委員などを歴任した鄒家華に嫁いだ。